# Notophthiracarus riduculus
Notophthiracarus riduculus är en kvalsterart som först beskrevs av Sandór Mahunka 1982.  Notophthiracarus riduculus ingår i släktet Notophthiracarus och familjen Phthiracaridae. Inga underarter finns listade i Catalogue of Life.